# Francoanel·lita
La francoanel·lita és un mineral de la classe dels fosfats. Rep el nom per Franco Anelli (18 d'octubre de 1899, Lodi, Llombardia, Itàlia - 23 d'octubre de 1977, Bari, Pulla, Itàlia), professor de geografia i espeleòleg de la Universitat de Bari, Itàlia, qui va descobrir les coves de Castellana, on es va descobrir el mineral.

## Característiques
La francoanel·lita és un fosfat de fórmula química K₃Al₅(PO₃OH)₆(PO₄)₂·(H₂O)₁₂. Cristal·litza en el sistema trigonal. La seva duresa a l'escala de Mohs es troba entre 1 i 2.
Segons la classificació de Nickel-Strunz, la francoanel·lita pertany a «08.CH: Fosfats sense anions addicionals, amb H₂O, amb cations de mida mitjana i gran, RO₄:H₂O < 1:1» juntament amb els següents minerals: walentaïta, anapaïta, picrofarmacolita, dittmarita, niahita, taranakita, schertelita, hannayita, struvita, struvita-(K), hazenita, rimkorolgita, bakhchisaraitsevita, fahleïta, smolyaninovita, barahonaïta-(Al) i barahonaïta-(Fe).

## Formació i jaciments
Va ser descoberta a la Grotte di Castellana, dins la Ciutat metropolitana de Bari (Pulla, Itàlia). També ha estat descrita en altres indrets italians, així com a Romania, Corea del Sud i Austràlia.